# Génova (Quindío)
Pour les articles homonymes, voir Génova (homonymie).
Génova est une municipalité située dans le département du Quindío en Colombie.

## Démographie
Selon les données récoltées par le DANE lors du recensement de la population colombienne en 2005, Génova compte une population de 9 293 habitants. En 2018, le DANE en recense 7 516.

## Liste des maires
- 2020 - 2023 : Jorge Iván Osorio Velasquez